# Ollauri
Ollauri ist ein spanischer Ort und eine Gemeinde (Municipio) in der Region La Rioja mit 312 Einwohnern (Stand: 2024).

## Lage
Ollauri liegt etwa 40 Kilometer südsüdwestlich von Vitoria-Gasteiz und etwa 35 Fahrtkilometer westnordwestlich von Logroño in einer Höhe von 505 m. Durch die Gemeinde führt die Autopista AP-68.

## Bevölkerungsentwicklung
| Jahr      | 1960 | 1970 | 1981 | 1991 | 2001 | 2011 | 2021 |
| Einwohner | 422  | 357  | 284  | 314  | 294  | 311  | 310  |

Infolge der Mechanisierung der Landwirtschaft und des daraus resultierenden geringeren Arbeitskräftebedarfs ist die Zahl der Einwohner seit der Mitte des 20. Jahrhunderts deutlich zurückgegangen.

## Sehenswürdigkeiten

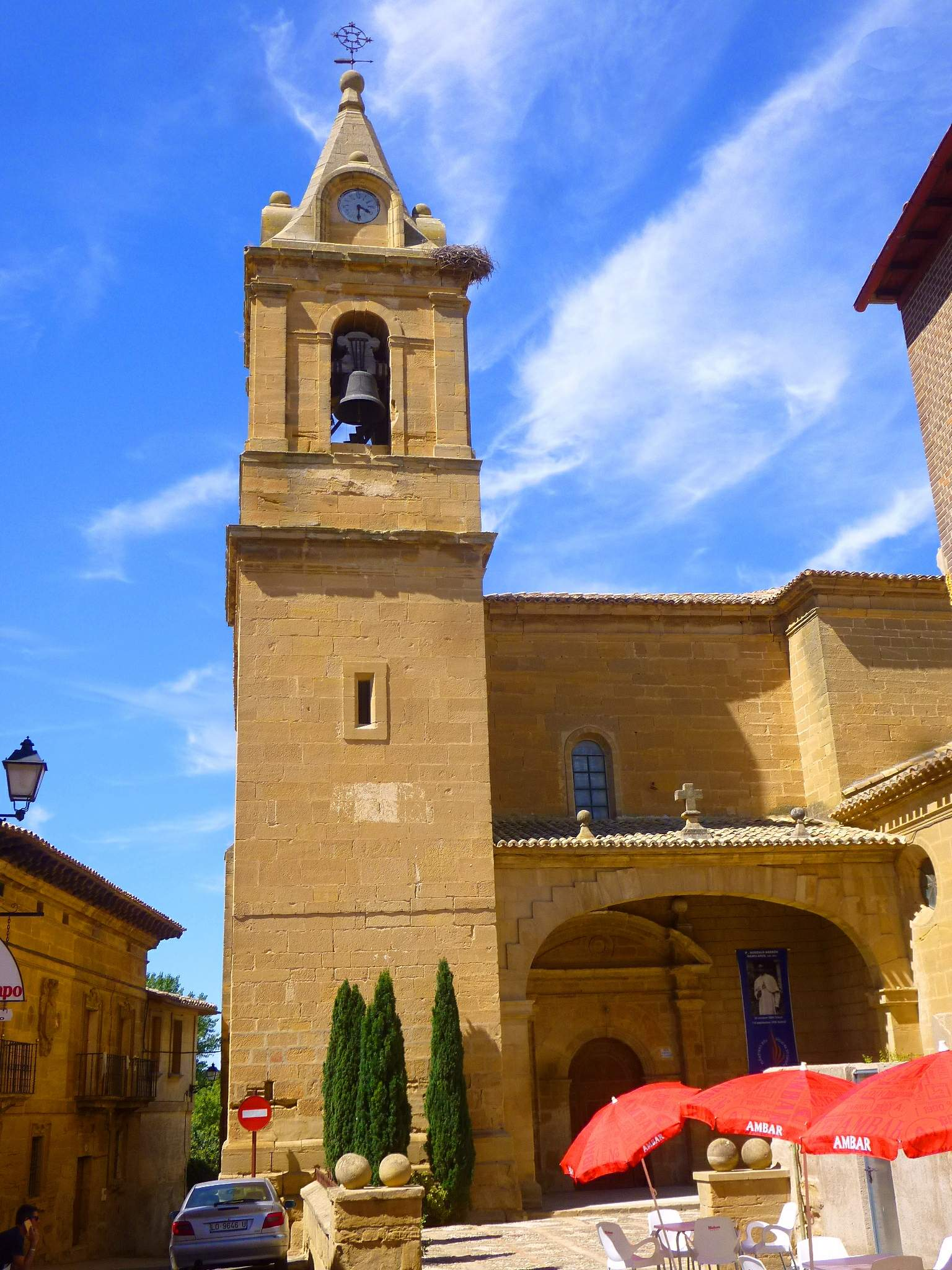
Salvatorkirche
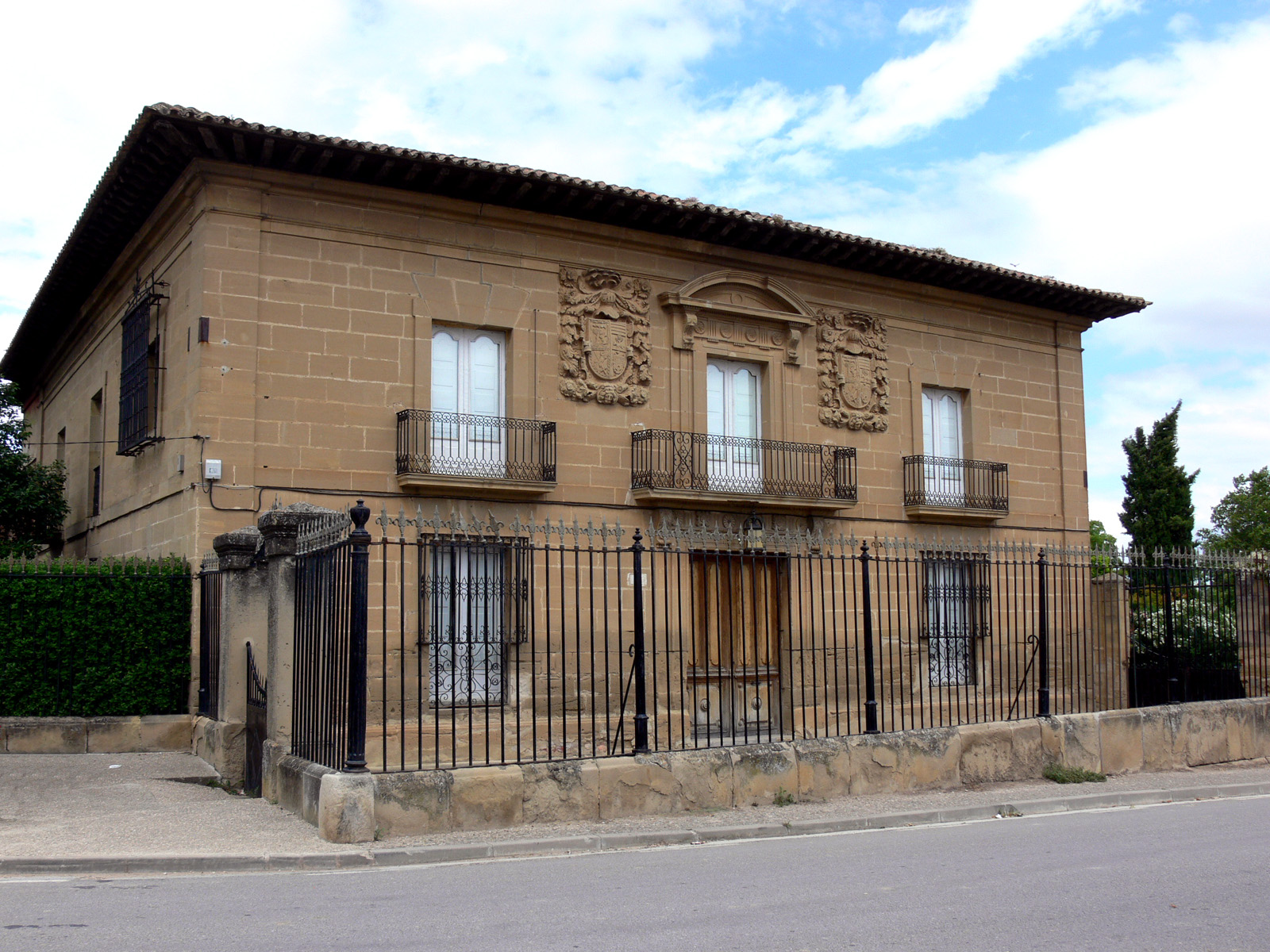
Eulalienkapelle
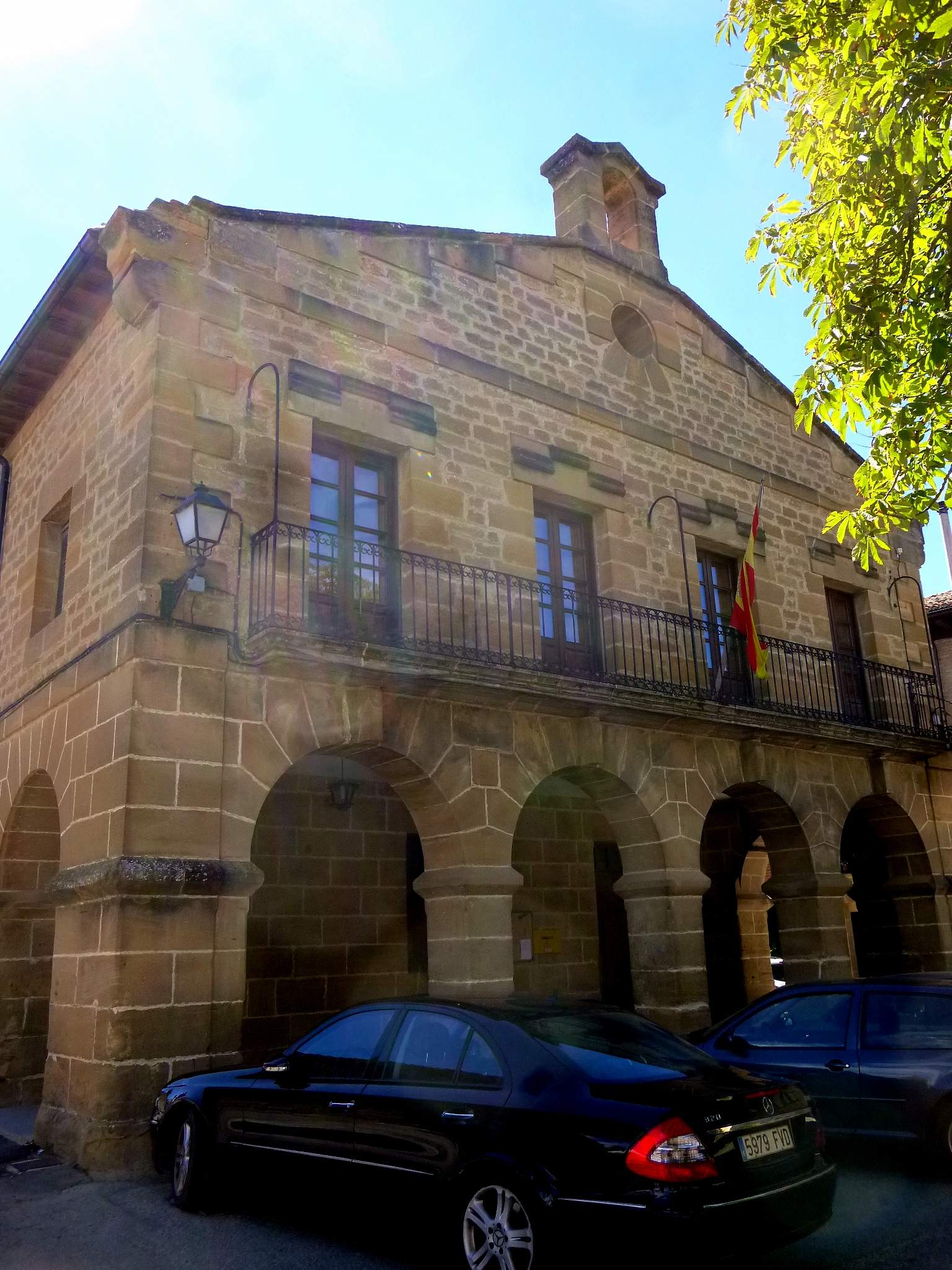
Markgräfliches Herrenhaus

- Salvatorkirche
- Markgräfliches Herrenhaus
- Rathaus